# 纓紅甲鱗雀鯛
纓紅甲鱗雀鯛，為鱸形目鱸亞目擬雀鯛科的其中一種，分布於西太平洋印尼及菲律賓海域，深度12-50公尺，本魚背鰭硬棘3枚、背鰭軟條22枚;臀鰭硬棘3枚;臀鰭軟條13枚，體長可達4.4公分，棲息在珊瑚礁裂縫，生活習性不明。

## 擴展閱讀
維基物種上的相關：纓紅甲鱗雀鯛